# 恒梁湖
恒梁湖（藏語：ཧན་ལིའང་མཚོ།，威利转写：han li'ang mtsho，THL：Henliang Tso）位于中国西藏自治区那曲市双湖县境内，地处双湖县中部，冬布勒山南麓。湖面海拔4855米，面积17.8平方公里。湖区年均气温-6℃，年均降水量150毫米。有一条时令河每年6月至9月间补给湖水。